# 肖像 (映画)
『肖像』（しょうぞう）は、1948年に日本で公開された木下惠介監督の映画。

## スタッフ

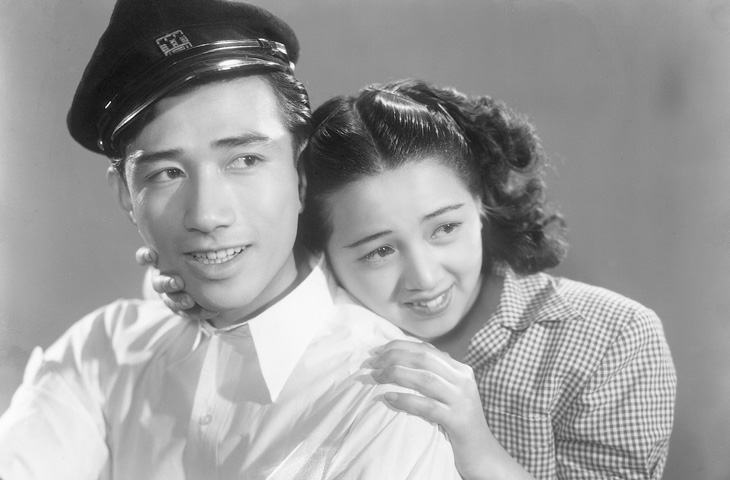
左から佐田啓二、桂木洋子

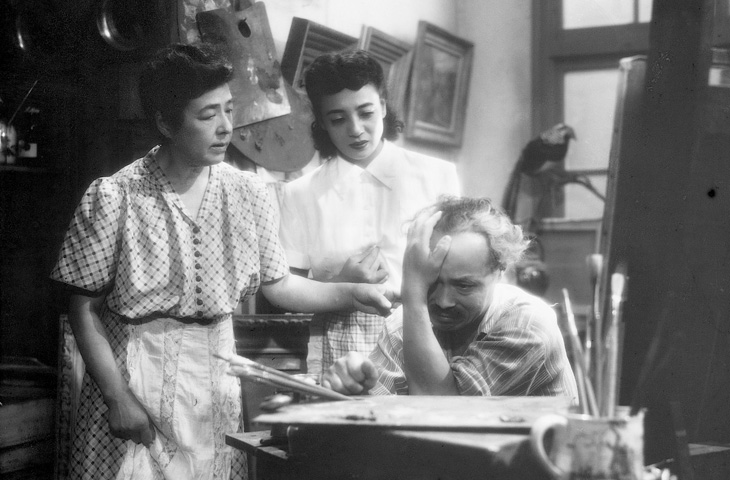
左から東山千栄子、三宅邦子、菅井一郎

- 監督：木下惠介
- 製作：小倉武志
- 脚本：黒澤明
- 撮影：楠田浩之
- 美術：小島基司
- 音楽：木下忠司
- 録音：大野久男
- 照明：豊島良三

## キャスト
- 井川邦子 - ミドリ
- 小沢栄太郎 - 金子
- 藤原釜足 - 玉井
- 菅井一郎 - 野村
- 東山千栄子 - 野村妻君
- 桂木洋子 - 娘陽子
- 安部徹 - 息子一郎
- 三宅邦子 - 嫁久美子
- 佐田啓二 - 中島
- 三浦光子 - 芳子